# Nectamia bandanensis
Nectamia bandanensis és una espècie de peix pertanyent a la família dels apogònids.

## Descripció
- Pot arribar a fer 10 cm de llargària màxima (normalment, en fa 7,7).
- És de color rogenc o platejat.
- 8 espines i 9 radis tous a l'aleta dorsal i 2 espines i 8 radis tous a l'anal.
- Presenta una franja en forma de falca a la part inferior de l'ull.[5][6][7]

## Hàbitat
És un peix marí, associat als esculls i de clima tropical (30°N-24°S) que viu entre 10 i 34 m de fondària.

## Distribució geogràfica
Es troba des de les illes Moluques i les Filipines fins a Samoa, les illes Ryukyu, el sud de la Gran Barrera de Corall i les illes Mariannes i Carolines.

## Observacions
És inofensiu per als humans i de costums nocturns.